# Serious Barbarian
『Serious Barbarian』（シリアス・バーバリアン）は、大沢誉志幸の7枚目のスタジオ・アルバム。1989年4月7日にEPIC/SONY RECORDSよりリリース。初盤はLP2枚組、CDはデジパック仕様。
現行盤は2013年7月17日にソニー・ミュージックダイレクトより再発されたBlu-spec CD2。
『Serious Barbarian』の後発作品として、『Serious Barbarian II』（1989年10月）、『楽園 Serious Barbarian III』（1990年10月）があり、Serious Barbarian三部作となっている。
『Serious Barbarian』のジャケット写真は深いウルトラマリンブルーのデザインとなっている。

## 収録曲
全曲　作曲：大沢誉志幸／編曲：大沢誉志幸・小滝満／キーボード・コンピュータープログラミング：小滝満
1. Little Wing (version 1)　（3分30秒）
作詞：尾上文（ボーイ・ミーツ・ガール）
エレクトリック・ギター：柴山和彦、大沢誉志幸
2. Serious Barbarian　（10分56秒）
  - ～Prologue X～
  - I. Serious Barbarian
  - II. Interlude #B
  - III. God
  - IV. Pleasure Connection （Command is ZERO） 
  - ～Epilogue X・Y・Z～

作詞：大沢誉志幸、K. Inojo
ドラム：タル・バーグマン (Tal Bergman)／ベース：ブーツィー・コリンズ／エレクトリック・ギター：是永巧一、柴山和彦／アコースティック・ギター：ゴンザレス三上（ゴンチチ）／ブラスアレンジ：池谷明彦／トロンボーン：池谷明彦／トランペット：兼崎順一、石垣三十郎／サックス：包国充／ピアノ・マリンバ：清水一登／パーカッション：Whacho〈帆足哲昭〉（キリング・タイム）
  - アルバムを代表するファンクな楽曲で前衛的なアレンジになっている。「柔らかな混乱に」の歌詞の直後には、『CONFUSION』の出だしが効果音として使用されている。
3. ブロンズの瞳　（6分14秒）
作詞：柳川英巳
ドラム：スティーヴ・ガッド／ベース：マーク・イーガン (Mark Egan)／エレクトリック・ギター：是永巧一／アコースティック・ギター：ゴンザレス三上、吉川忠英
4. Stop & ギミーラブ　（4分16秒）
作詞：大沢誉志幸、K. Inojo
ベース：T.M.スティーヴンス／エレクトリック・ギター：是永巧一／ブラスアレンジ：池谷明彦／トロンボーン：池谷明彦／トランペット：兼崎順一、石垣三十郎／サックス：淵野繁雄
5. パセリを見てる　（4分28秒）
作詞：K. Inojo
ベース：マーク・イーガン (Mark Egan)／アコースティック・ギター：吉川忠英
6. Wink of Destiny　（5分58秒）
作詞：柳川英巳
エレクトリック・ギター&アコースティック・ギター：柴山和彦／パーカッション：Whacho〈帆足哲昭〉／トランペット：石垣三十郎
7. 1・2・3 for Love　（4分10秒）
作詞：K. Inojo
エレクトリック・ギター：柴山和彦、大沢誉志幸／アコースティック・ギター：柴山和彦／パーカッション：Whacho〈帆足哲昭〉
8. Standard Lover　（3分37秒）
作詞：K. Inojo
ベース：アンソニー・ジャクソン／エレクトリック・ギター：是永巧一／アコースティック・ギター：柴山和彦／ブラスアレンジ：池谷明彦／トロンボーン：池谷明彦／トランペット：兼崎順一、石垣三十郎／サックス：淵野繁雄／パーカッション：Whacho〈帆足哲昭〉
9. 海辺のVision　（5分10秒）
作詞：尾上文、柳川英巳
アコースティック・ギター：ゴンザレス三上、大沢誉志幸／ハーモニカ：八木のぶお
10. A Dog in Blue 〜Toughな夢見て〜　（4分29秒）
作詞：尾上文、柳川英巳
エレクトリック・ギター：是永巧一／アコースティック・ギター：柴山和彦
11. Little Wing (version 2)　（4分40秒）
作詞：尾上文、柳川英巳
エレクトリック・ギター：柴山和彦、大沢誉志幸

## 参考資料
- 『Serious Barbarian』大沢誉志幸、EPIC/SONY RECORDS、1989年。ESCB 1465。